# Gustave Moynier
Gustave Moynier (21 de septiembre de 1826 - 21 de agosto de 1910) en Ginebra, era un jurista suizo.
Fue presidente del Comité Internacional de la Cruz Roja, que había fundado con Henry Dunant, el general Dufour y los doctores Louis Appia y Théodore Maunoir.
En 1873, fundó (con Gustave Rolin-Jaequemyns) el Instituto de Derecho Internacional (que vio el día en Gante). Sus restos descansan en el Cementerio de los Reyes de su ciudad natal.